# Brobury
Brobury är en by i civil parish Brobury with Monnington on Wye, i grevskapet Herefordshire, i England. Byn är belägen 16 km från Hereford. Brobury var en civil parish fram till 1987 när blev den en del av Brobury with Monnington on Wye. Civil parish hade 20 invånare år 1961. Byn nämndes i Domedagsboken (Domesday Book) år 1086, och kallades då Brocheberie.